# Вязовский район (Волгоградская область)
Вязовский район — административно-территориальная единица в составе Сталинградского края, Сталинградской, Балашовской и Волгоградской областей, существовавшая в 1935—1963 годах. Центр — село Вязовка.
Вязовский район был образован в составе Сталинградского края 25 января 1935 года из частей Еланского, Даниловского и Преображенского районов.
По состоянию на 1 января 1936 года в состав Вязовского района входили 13 сельсоветов: Березовский, Булгуринский, Вязовский, Грязнушинский, Журавский, Зеленовский, Зиньковский, Каменский I, Киевский, Краишевский, Николаевский, Таловский, Черниго-Александровский, а также 2 поселковых совета: при совхозе «Белые пруды» и при совхозе «Профсоюзник».
2 августа 1950 года Зиньковский с/с был присоединён к Таловскому.
9 июля 1953 года Профсоюзный п/с был присоединён к Белопрудинскому п/с, Киевский с/с — к Булгуринскому, Березовский — к Вязовскому, Черниго-Александровский — к Зеленовскому, Журавский — к Краишевскому, Первокаменский — к Таловскому.
6 января 1954 года Вязовский район был передан в Балашовскую область.
К 1 января 1955 года в районе было 9 сельских (Булгуринский, Вязовский, Грязнухинский, Журавский, Зеленовский, Краишевский, Первокаменский, Николаевский, Таловский) и 2 поселковых (Белопрудинский, Профсоюзный) совета.
29 ноября 1957 года Вязовский район был возвращён в Сталинградскую область.
7 мая 1959 года Зеленовский с/с был присоединён к Журавскому. На 1 июля 1960 года в районе было 6 сельских (Большевистский, Вязовский, Грязнухинский, Журавский, Краишевский, Таловский) и 2 поселковых (Белопрудинский, Профсоюзный) совета. 8 сентября 1960 года Грязнухинский с/с был присоединён к Белопрудинскому п/с. 23 июня 1962 года Белопрудинский и Профсоюзный поселковые советы были преобразованы в сельские советы.
7 февраля 1963 года Вязовский район был упразднён, а его территория передана в Еланский район.